# Zoom – Akademie für Superhelden
Zoom – Akademie für Superhelden ist eine Superhelden-Komödie, in welcher der in die Jahre gekommene Jack, der früher der Superheld Zoom war, eine neue Superheldentruppe ausbilden soll.

## Handlung
Cindy (6), Tucker (12), Summer (16) und Dylan (17) haben besondere Fähigkeiten: Cindy kann mühelos tonnenschwere Gegenstände hochheben, Tucker kann seine Körperextremitäten vergrößern, Summer kann Gedanken lesen und Gegenstände durch mentale Kräfte bewegen und Dylan kann sich unsichtbar machen und hat hellseherische Fähigkeiten.
Der ehemalige Superheld Jack soll die vier Kinder zu Superhelden ausbilden. Zunächst hat er wenig Lust dazu und nimmt den Auftrag nicht ernst. So fliegt er zum Beispiel mit den Kindern in einer fliegenden Untertasse zu einem Burger-Restaurant, um etwas zu essen zu kaufen. Als er erkennt, dass seiner damaligen Truppe das Zusammengehörigkeitsgefühl gefehlt hat, beschließt er, die Kinder zu einer "Familie" zusammenzuschweißen – was ihm mit Hilfe der Psychologin Marsha auch gelingt.
Der wahre Grund für die Ausbildungs-Aktion ist Jack nicht bekannt. Seine Truppe wurde damals mit Gamma-13-Strahlen bestrahlt, um ihnen Superkräfte zu verleihen. Jacks Bruder Connor wurde dadurch jedoch zu einem Bösewicht. Viele Jahre hielten ihn alle für tot, aber nun will er zurückkehren und auf der Erde sein Unwesen treiben. Die neu ausgebildeten Superhelden sollen ihn davon abhalten. Um sicherzugehen, dass die Kräfte der Kinder auch wirklich ausreichen, will General Larraby sie ebenfalls mit Gamma-13-Strahlen bestrahlen. Als Jack davon erfährt, flüchtet er mit den Kindern und kämpft auf eigene Faust gegen seinen Bruder, wobei er seine eigenen Superkräfte wiederentdeckt. Letztendlich schaffen sie es, Connor aufzuhalten. Conner wird dadurch wieder ein Superheld und versöhnt sich mit seinem Bruder.

## Kritiken
Cinema resümierte, der „Hochglanz-Trash über einen alternden Superhelden“ sei „nervig kindisch“.
Das Lexikon des internationalen Films sah eine „gut besetzte Fantasy-Komödie im Fahrwasser mannigfaltiger Comic-Adaptionen, die ohne sonderliches Profil unterhält.“

## Auszeichnungen
2007 wurde Tim Allen (unter anderem) für seine Rolle als Jack für die Goldene Himbeere als schlechtester Schauspieler nominiert.
Ryan Newman wurde für den Young Artist Award für „Best Performance in a Feature Film“ in der Kategorie „Young Actress Age Ten or Younger“ nominiert.